# Larry Clark
Pour les articles homonymes, voir Larry Clark (homonymie) et Clark.
Larry Clark, né le 19 janvier 1943 à Tulsa, dans l'Oklahoma, est un photographe, réalisateur et directeur de la photographie américain.

## Biographie
« Lorsque, dans les années 1960, j'ai commencé à prendre des photos des gens autour de moi, je me fabriquais ma propre mythologie, mon propre univers. Il s'agissait déjà d'un mélange entre réalité et fiction, entre ce que je voyais devant moi et ce que je voulais formuler à partir de cette réalité. »[réf. nécessaire]
Après avoir étudié auprès de Walter Sheffer (en) et Gerhard Bakker à la Layton School of Art de Milwaukee dans le Wisconsin, Larry Clark se lance dans la photographie. Il travaille dans sa ville natale sur des scènes de vie d'un groupe de drogués accros au speed et à la marijuana. Ainsi dès 1971, Larry Clark publie sa première monographie intitulée Tulsa.
Aujourd'hui reconnu comme une référence incontournable dans l'histoire de la photographie américaine, Tulsa a été notamment utilisée par des réalisateurs comme Martin Scorsese dans Taxi Driver (1976), Gus Van Sant dans Drugstore Cowboy (1989) et Harmony Korine dans Gummo (1997).
Lauréat d'une bourse du National Endowment for the Arts, Larry Clark publie un second volume de photos intitulé Teenage Lust (1983). Sont ensuite édités 1992 et The Perfect Childhood (édités au Royaume-Uni en 1992 et 1993).
En 1995, Larry Clark passe derrière la caméra et réalise Kids sur un scénario d'Harmony Korine. Ce film fait sensation aux festivals de Sundance et de Cannes. Censuré aux États-Unis, Kids sera alors distribué par Shining Excalibur, filiale de Miramax spécialement créée à cette fin. Le film remportera un succès à la fois critique et commercial.
En 1998, Larry Clark tourne son second film, Another Day in Paradise, avec James Woods et Melanie Griffith, d'après l'histoire d'un ancien prisonnier nommé Eddie Little.
Bully, son troisième long-métrage, est présenté en compétition à la Mostra de Venise en 2001. Il s'inspire également d'un fait divers mais développe ensuite une intrigue fictive à partir de personnages attachants grâce à la profonde empathie du regard de Larry Clark.
Ken Park (2002) montre un mariage père-fille et un inceste mère-fille par procuration (la mère couchant avec le copain de sa fille). Le film soulève de nombreuses réflexions.
Wassup Rockers (2004) traite de la culture skateboard et du passage de l'adolescence à l'âge adulte au travers de 7 ados d'origine latino-américaine de milieu défavorisé. Il est considéré comme son film le plus intimiste. Une fois de plus, il tourne avec des jeunes rencontrés dans la rue.
En 2006, en parallèle avec ses projets personnels, il participe à Destricted, une compilation de courts métrages sur la rencontre de l'art et du sexe aux côtés de sept réalisateurs de nationalités différentes.
Parmi ses futurs projets, il y aurait Mona Lisa, un remake du Mona Lisa de Neil Jordan, racontant la cavale d'un truand et d'une prostituée dans la ville de New York. Il y aurait aussi Blood of Pan dans lequel il revisiterait à sa manière le mythe de Peter Pan de nos jours, à New York. Un ado rebelle, vagabond et séducteur incarnerait Peter tandis que Wendy serait accro à la drogue.
En Europe, Larry Clark est représenté par la galerie Simon Lee Gallery.
Du 8 octobre 2010 au 2 janvier 2011 est organisée à Paris, au musée d'art moderne de la ville de Paris, la première rétrospective en France consacrée à Larry Clark. Certaines photos montrent des adolescents engagés dans des rapports sexuels. L'accès à l'exposition a été interdit aux moins de 18 ans. Cette décision a créé une polémique,.
En 2012, son film Marfa Girl remporte le Marc Aurèle d'or du meilleur film au Festival international du film de Rome. Larry Clark annonce que le film ne sortira ni en salles ni en DVD, et qu'il sera mis à disposition directement au public en streaming payant sur son site. Cette mise en ligne sans aucun autre intermédiaire est le fruit d'une forte exaspération à l'égard du système, notamment des producteurs qu'il qualifie d'« escrocs ». Elle dénote aussi la volonté du réalisateur de se rapprocher encore plus des jeunes en étant présent dans ce qui constitue leur environnement quotidien.
L'année suivante, il est président du jury de la section CinemaXXI lors du 8e Festival international du film de Rome. Son jury est composé de Ashim Ahluwalia (en), Yuri Ancarani, Laila Pakalnina et Michael Wahrmann.
The Smell of Us, film français réalisé en 2015, suit un groupe d’adolescents parisiens passionnés de skateboard, explorant des thèmes liés à la marginalité et à la prostitution. Le scénario original, écrit par Mathieu Landais, a été abandonné après son éviction sans explication, poussant Larry Clark à réécrire le script au fil du tournage, sans direction clair. Le casting, organisé par Marlon Apo Baroudjian, a rencontré de nombreuses difficultés, entre comportement singulier du réalisateur, grève des acteurs et manque de budget. Ce dernier à jouer un rôle clé dans la résolution de ces problèmes, permettant au film d’aboutir malgré un tournage chaotique. Malgré ces tensions, le film est sorti en 2015, s’inscrivant dans la continuité du cinéma brut de Larry Clark. Il est présenté à la Mostra de Venise 2014 (dans la section Venice Days de la Giornate degli Autori). La critique est divisée, mais les Cahiers du cinéma lui consacrent une grande partie de leur numéro de janvier 2015.

## Filmographie

### Réalisateur
- 1993 : Chris Isaak : Solitary Man (clip vidéo)
- 1995 : Kids
- 1998 : Another Day in Paradise
- 2001 : Bully
- 2002 : Teenage Caveman (téléfilm)
- 2002 : Ken Park
- 2004 : Wassup Rockers
- 2006 : Destricted - segment Impaled
- 2009 : Chavo (court-métrage)
- 2012 : Marfa Girl
- 2013 : Jonathan (court-métrage)
- 2014 : Got To Belong - Natas Loves You (clip video)
- 2015 : The Smell of Us
- 2018 : Marfa Girl 2 (en)[9]
- 2020 : A Day in a Life (court-métrage) coréalisé avec Jonathan Velasquez

### Acteur
- 2001 : Bully
- 2002 : Ken Park
- 2002 : Teenage Caveman (TV)
- 2015 : The Smell of Us

### Scénariste
- 2004 : Wassup Rockers

### Producteur
- 1998 : Another Day in Paradise
- 2004 : Wassup Rockers

### Directeur de la photographie
- 2002 : Ken Park

## Distinctions
- 1999 : Grand prix du jury au Festival du film policier de Cognac pour Another Day in Paradise
- 2001 : Grand prix au Festival international du film de Stockholm pour Bully
- 2012 : Marc Aurèle d'Or du meilleur film au Festival international du film de Rome pour Marfa Girl
- 2014 : Grand prix au Festival Chéries-Chéris pour The Smell of Us